# Alchemilla hebescens
Alchemilla hebescens Juz. — багаторічна рослина роду приворотень (Alchemilla), родини трояндових (Rosaceae).

## Ботанічний опис
Прикореневі листки ниркоподібні, з широкою пазухою, з обох боків густо волосисті. Листки з 7–9 лопатями; лопаті на верхівці притуплені, з 6–9 зубчиками на кожному боці; головні жилки знизу листя по всій довжині волосисті; листкові ніжки запушені. Квітки жовтувато-зелені, у нещільних клубочках. Квітконіжки в нижній частині волосисті, гіпантії та чашолистки густо волосисті.

## Поширення
Алтай, Росія, Казахстан, Монголія, Сибір. Населяє лісові луки